# Маріупольська міська територіальна громада
Маріупольська міська територіальна громада — територіальна громада в Україні, у Маріупольському районі Донецької області. Адміністративний центр — місто-герой Маріуполь.
Утворена 12 червня 2020 року.

## Населені пункти
До складу громади входить місто Маріуполь, 2 селища (Рибацьке, Старий Крим) та 8 сіл: Агробаза, Бердянське, Покровське, Приазовське, Приміське, Червоне, Шевченко, Широка Балка.

## Примітка
1. ↑  Постанова Верховної Ради України від 17 липня 2020 року № 807-IX «Про утворення та ліквідацію районів»